# Підсосновська сільська рада
Підсосно́вська сільська рада (рос. Подсосновский сельский совет) — сільське поселення у складі Німецького національного району Алтайського краю Росії.
Адміністративний центр та єдиний населений пункт — село Підсосново.

## Населення
Населення — 2038 осіб (2019; 2312 в 2010, 2645 у 2002).